# Кокошка, Адам
А́дам Коко́шка (пол. Adam Kokoszka; 6 октября 1986, Андрыхув, Польша) — польский футболист, центральный защитник. Выступал за сборную Польши.

## Клубная карьера
Дебютировал в краковской «Висле» 4 августа 2006 года в матче против «Арки» из Гдыни.
28 июля 2008 года подписал пятилетний контракт с «Эмполи», использовав при этом правило Вебстера для того, чтобы покинуть «Вислу». «Висла» направила запрос в ФИФА, но организация разрешила играть Кокошке за «Эмполи». Дебютировал за новый клуб 28 октября в победном матче (4:0) с «Сассуоло».

## Международная карьера
Несмотря на небольшое количество проведённых матчей за клуб, он был замечен главным тренером сборной Польши Лео Бенхаккером. В национальной сборной Польши Кокошка дебютировал 6 декабря 2006 года в товарищеском матче с ОАЭ. В следующем товарищеском матче с Эстонией забил свой первый гол за Польшу. Был вызван на Евро-2008 и сыграл на турнире один матч, появившись на поле в последней игре группового этапа против Хорватии.

### Голы за сборную
| №  | Дата           | Место                         | Соперник  | Счёт | Итог   | Турнир            |
| -- | -------------- | ----------------------------- | --------- | ---- | ------ | ----------------- |
| 1. | 3 февраля 2007 | Херес-де-ла-Фронтера, Испания | Эстония   | 4:0  | Победа | Товарищеский матч |
| 2. | 2 февраля 2008 | Пафос, Кипр                   | Финляндия | 1:0  | Победа | Товарищеский матч |